# 铁门闩
铁门闩，象棋中的杀招，当头炮镇住中路，并用受其他棋子保护的车或者兵（卒）堵在敌方将（帅）边上（对方士的原本位置）配合形成的杀棋。敌方的士因被当头炮牵制无法吃车或者兵（卒）。通常阻杀棋子会借帅（将）力或者车力完成阻杀。